# Boris Rieloff
Boris Alexis Rieloff Venegas (* 8. Januar 1984 in Santiago) ist ein ehemaliger chilenischer Fußballspieler. Der rechte Außenverteidiger bestritt fünf Länderspiele für die chilenische Fußballnationalmannschaft.

## Karriere

### Verein
Boris Rieloff kam im Alter von neun Jahren zu Audax Italiano, wo er 2004 sein Profidebüt gab. In der Saison 2006 blühte der Defensivakteur unter Trainer Raúl Toro auf und avancierte zum Nationalspieler. Ende 2010 verlängerte Rieloff seinen Vertrag bei den Italicos nicht und nahm das Angebot vom argentinischen Verein Gimnasia y Esgrima La Plata an, wo er einen Vertrag für sechs Monate unterschrieb. Nach seinem Vertragsende kehrte er nach Chile zurück, wo er für Rekordmeister CSD Colo-Colo auflief, es allerdings nicht zum Stammspieler schaffte und zweimal an Deportes Iquique sowie an seinen früheren Klub Audax Italiano verliehen wurde. Zur Apertura 2015 wechselte Rieloff zu Ñublense, wo er eine Saison spielte. Nach einem Jahr ohne Profifußball kehrte der Außenverteidiger auf den Platz zurück und schloss sich dem in die Primera B aufgestiegenen Verein Deportes Melipilla an. Nach dieser Saison beendete Rieloff seine Profikarriere endgültig.

### Nationalmannschaft
Für die chilenische Nationalmannschaft lief Rieloff zwischen 2006 und 2007 in fünf Länderspielen auf. Bei der Copa del Pacífico im Oktober 2006 gegen Peru debütierte er und trug nach weiteren Freundschaftsspielen im Mai 2007 zuletzt beim Freundschaftsspiel gegen Haiti das Trikot des Nationalteams.